# Jacques Vriens
Jacques Vriens ('s-Hertogenbosch, 26 maart 1946) is een Nederlandse kinderboekenschrijver.

## Levensloop
Op zesjarige leeftijd verhuisde Vriens naar Helmond, waar zijn ouders een hotel begonnen. Van jongs af aan bedacht hij toneelstukken, die hij samen met vriendjes opvoerde in het toneelzaaltje van het hotel. Hij begon die stukken ook op te schrijven en ontdekte zo dat hij schrijven leuk vond. Na de scheiding van zijn ouders ging hij met zijn moeder en broer naar Amsterdam. Op de hbs speelde hij veel toneel en wilde hij naar de toneelschool, maar het werd uiteindelijk de kweekschool (thans de pabo). Hij was onderwijzer in Amsterdam en Abcoude en vanaf 1983 directeur van een basisschool in Bakel. In 1976 kwam zijn eerste boek uit en vanaf 1993 is hij fulltime schrijver.
In 2001 werd Vriens door koningin Beatrix benoemd tot ridder in de Orde van de Nederlandse Leeuw.
Hij is getrouwd, heeft twee zonen en woont in Gronsveld in Zuid-Limburg.
Hoewel zijn boeken meestal vrolijk van toon zijn, komen ook serieuze onderwerpen aan bod waar kinderen op de basisschool mee te maken kunnen krijgen, zoals scheiden, racisme, pesten, een ernstige ziekte, kindermishandeling en seksualiteit. Daarnaast is Vriens zijn hele leven actief in het theater met bewerkingen van zijn boeken en eigen voorstellingen. In 1974 speelde hij mee in een tv-productie, een detectiveverhaal voor de jeugd van Harrie Geelen met als titel Een meester minder. Hij speelde daarin een voor hem bekende rol: hoofd van de school.
Op 5 oktober 2011 is in het DeLaMar-theater in Amsterdam de nieuwe musical van Jacques Vriens in première gegaan: De bende van Hotel De Korenwolf - het geheim van de zoenende gasten. Voor dit vervolg schreef Vriens het verhaal van de musical, dat tevens als boek is uitgegeven. Femke Wolthuis heeft de liedjes geschreven en vertolkte de rol van Oma. Eric Bergsma maakte de muziek.
Zelf speelt Vriens in voorstellingen voor jongere kinderen (Grootmoeders grote oren...) en voor oudere kinderen (Hoe verzint-ie het toch allemaal?).
Van Engelenburg Theaterproducties bewerkt boeken van Vriens tot een theatervoorstelling. De theatervoorstelling Achtste-groepers huilen niet won de Musicalworld Award 2011.
Op 5 oktober 2012 heeft de verfilming van Achtste-groepers huilen niet de publieksprijs van het Gouden Kalf op het Nederlands Filmfestival in Utrecht gewonnen.

## Bestseller 60
| Boeken met noteringen in de Nederlandse Bestseller 60 | Jaar van verschijnen | Datum van binnenkomst | Hoogste positie | Aantal weken | Opmerkingen                      |
| ----------------------------------------------------- | -------------------- | --------------------- | --------------- | ------------ | -------------------------------- |
| Drie ei is een paasei                                 | 2003                 | 12-04-2003            | 27              | 2            | in samenwerking met Annet Schaap |
| Meester Jaap maakt er een puinhoop van                | 2003                 | 11-10-2003            | 20              | 2            | in samenwerking met Annet Schaap |
| Dag, Sinterklaasje                                    | 2003                 | 15-11-2003            | 29              | 3            | in samenwerking met Annet Schaap |
| O, dennenboom                                         | 2003                 | 20-12-2003            | 34              | 1            | in samenwerking met Annet Schaap |
| De ontmaskering van de zingende hotelrat              | 2004                 | 16-10-2004            | 51              | 2            | in samenwerking met Annet Schaap |
| Ontvoering van de zwarte prinses                      | 2006                 | 13-05-2006            | 56              | 1            | in samenwerking met Annet Schaap |
| Meester Jaap houdt van iedereen! (meestal...)         | 2006                 | 14-10-2006            | 18              | 2            | in samenwerking met Annet Schaap |
| Oorlogsgeheimen                                       | 2007                 | 13-10-2007            | 13              | 4            | Verfilmd                         |
| Is de klas nog wel zo gelukkig?                       | 2008                 | 19-01-2008            | 51              | 1            | in samenwerking met Annet Schaap |
| Vlucht van de knorrige kelner                         | 2009                 | 10-10-2009            | 46              | 1            | in samenwerking met Annet Schaap |
| Groep acht aan de macht                               | 2009                 | 19-09-2009            | 15              | 7            | in samenwerking met Annet Schaap |
| Dag, Sinterklaasje. O, dennenboom                     | 2009                 | 28-11-2009            | 60              | 1            | met Dagmar Stam                  |
| De ontsnapping van de brullende muis                  | 2010                 | 16-10-2010            | 45              | 1            | in samenwerking met Annet Schaap |
| De dikke Meester Jaap                                 | 2011                 | 15-10-2011            | 27              | 2            | in samenwerking met Annet Schaap |
| Meester Jaap is een held (op sokken!)                 | 2011                 | 15-10-2011            | 31              | 1            | in samenwerking met Annet Schaap |
| Achtste-groepers huilen niet                          | 2012                 | 18-02-2012            | 14              | 13           | Filmeditie                       |
| Baron 1898                                            | 2012                 | 25-10-2012            | 7               | 13           | Verfilmd                         |

## Verfilmingen
- 2012 - Achtste-groepers huilen niet. In 2012 bekroond met de Publieksprijs van het Gouden Kalf.
- 2014 - Oorlogsgeheimen. In 2014 bekroond met de Speciale Juryprijs van  het Gouden Kalf.
- 2015 - Baron 1898

## Tv-serie
- Tien torens diep (voorjaar 2010)

## Theatervoorstellingen
- 2008 - Grootmoeders grote oren (eigen voorstelling)
- 2008 - De bende van de Korenwolf (FEE Creaties)
- 2010-2012 - Moeders knie (eigen voorstelling)
- 2011-2012 - Achtste-groepers huilen niet (Van Engelenburg Theaterproducties). Deze theatervoorstelling werd bekroond met de Musicalworld Award 2011.[3]
- 2011-2013 - De bende van de Korenwolf - Het geheim van de zoenende gasten (FEE Creaties)
- 2012 - Hoe verzint-ie het toch allemaal? (eigen voorstelling)
- 2013 - Oorlogsgeheimen (première 3 februari 2013, Van Engelenburg Theaterproducties)
- 2013 - De rijke bramenplukker en 3 sprookjes voor volwassenen van Godfried Bomans (première 22 februari 2013, eigen voorstelling)
- 2018 - Weg uit de Peel (eigen voorstelling)

## Prijzen

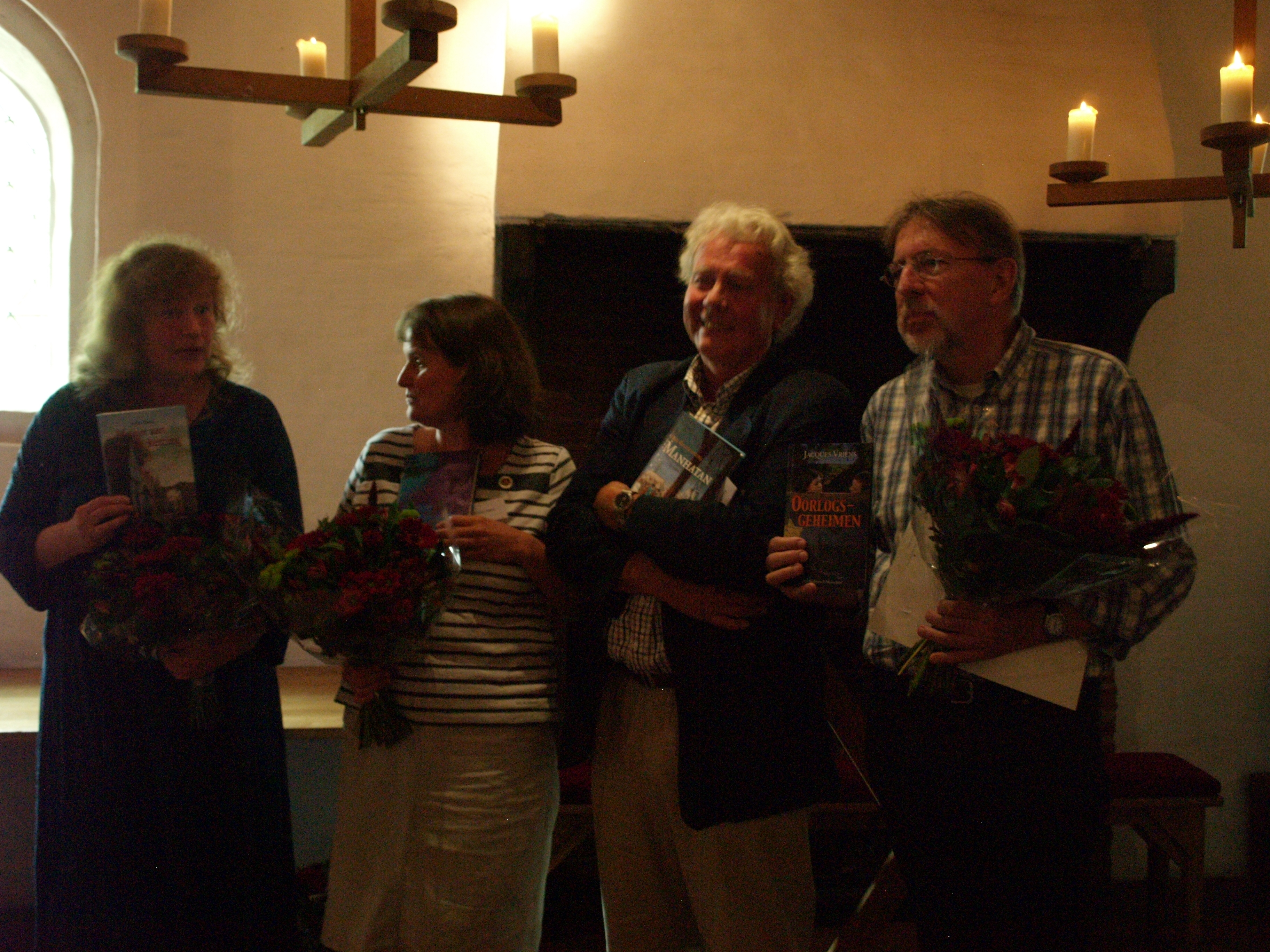
Jacques Vriens (rechts), Archeonprijs 2009

- 1979 - Zilveren Griffel voor Zondagmorgen
- 1988 - Prijs van de Nederlandse Kinderjury 6 t/m 9 jaar voor Tommie en Lotje lopen weg en andere lieve en stoute verhalen
- 1989 - Tip van de Nederlandse Kinderjury 10 t/m 12 jaar voor Een bende in de bovenbouw
- 1991 - Tip van de Nederlandse Kinderjury 10 t/m 12 jaar voor Bonje in het bonshotel
- 1991 - Zilveren Griffel voor Tinus-in-de-war
- 1992 - Tip van de Nederlandse Kinderjury 10 t/m 12 jaar voor Ha/Bah* naar school : *doorhalen wat niet gewenst wordt
- 1993 - Tip van de Nederlandse Kinderjury 6 t/m 9 jaar voor Ik ben ook op jou
- 1994 - Prijs van de Kinder- en Jeugdjury Limburg 8 t/m 9 jaar voor Ik ben ook op jou
- 1995 - Prijs van de Nederlandse Kinderjury 10 t/m 12 jaar voor En de groeten van groep acht
- 1996 - Pluim van de maand september voor Grootmoeder, wat heb je grote oren
- 1997 - Kinderboekwinkelprijs voor Grootmoeder, wat heb je grote oren... : klassieke sprookjes opnieuw verteld voor jonge kinderen
- 1997 - Tip van de Nederlandse Kinderjury 6 t/m 9 jaar voor Ga jij maar op de gang!
- 1997 - Prijs van de Nederlandse Kinderjury 6 t/m 9 jaar voor Meester Jaap
- 1998 - Tip van de Nederlandse Kinderjury 6 t/m 9 jaar voor Meester Jaap doet het weer
- 1998 - Tip van de Nederlandse Kinderjury 10 t/m 12 jaar voor Weg uit de Peel
- 1999 - Tip van de Nederlandse Kinderjury 6 t/m 9 jaar voor Meester Jaap gaat nooit verloren
- 1999 - Tip van de Nederlandse Kinderjury 10 t/m 12 jaar voor Meester Jaap gaat nooit verloren
- 2000 - Pluim van de maand juli voor De gekste avonturen van Tommie en Lotje
- 2000 - Prijs van de Nederlandse Kinderjury 10 t/m 12 jaar voor Achtste-groepers huilen niet
- 2001 - Tip van de Nederlandse Kinderjury 6 t/m 9 jaar voor Het geheim van de verliefde hulpkok
- 2001 - Tip van de Nederlandse Kinderjury 6 t/m 9 jaar voor De verdwijning van de mislukte barbie
- 2001 - Tip van de Nederlandse Kinderjury 10 t/m 12 jaar voor Het geheim van de verliefde hulpkok
- 2002 - Pluim van de maand maart voor O, mijn lieve Augustijn...: klassieke sprookjes opnieuw verteld
- 2003 - Prijs van de Nederlandse Kinderjury 6 t/m 9 jaar voor Meester Jaap maakt er een puinhoop van
- 2003 - Tip van de Nederlandse Kinderjury 10 t/m 12 jaar voor De school is weg!
- 2004 - Tip van de Nederlandse Kinderjury 6 t/m 9 jaar voor De jacht op de afgepakte sterren
- 2005 - Tip van de Nederlandse Kinderjury 6 t/m 9 jaar voor De ontmaskering van de zingende hotelrat
- 2005 - Tip van de Nederlandse Kinderjury 10 t/m 12 jaar voor Tien torens diep
- 2006 - Tip van de Nederlandse Kinderjury 10 t/m 12 jaar voor Groep zeven slaat terug
- 2007 - Tip van de Nederlandse Kinderjury 6 t/m 9 jaar voor Meester Jaap houdt van iedereen! (meestal...)
- 2008 - Tip van de Nederlandse Kinderjury 10 t/m 12 jaar voor Oorlogsgeheimen
- 2009 - Archeonprijs (voor de beste historische jeugdroman van de laatste twee jaar) voor Oorlogsgeheimen
- 2010 - Tip van de Nederlandse Kinderjury 10 t/m 12 jaar voor Groep acht aan de macht

## Sites met informatie over Jacques Vriens
- Website van Jacques Vriens
- Profiel bij de Digitale Bibliotheek voor de Nederlandse Letteren (dbnl)

- Bibsys: 13069784
- Digitale Bibliotheek voor de Nederlandse Letteren: vrie006
- International Standard Name Identifier: 0000 0000 3535 773X
- Library of Congress Control Number: n93114006
- Nationale Bibliotheek van Letland: 000132565
- Nederlandse Thesaurus van Auteursnamen: 068910819
- Système universitaire de documentation: 19372295X
- Virtual International Authority File: 28750916
- WorldCat: E39PBJjCXdQdFf4TM6hPH4KmVC